# Joan Jett and the Blackhearts
Joan Jett and the Blackhearts is een Amerikaanse rockband die in 1979 werd opgericht Joan Jett (de frontvrouw van de band).

## Biografie
Van 1975 tot 1979 was Jett gitarist en een van de twee leadzangeressen van de hardrockgroep The Runaways. Nadat deze band uit elkaar gegaan was, nam Jett een soloalbum op dat in 1980 uitgebracht werd onder de naam Joan Jett en een jaar later opnieuw uitgebracht werd, ditmaal als Bad Reputation.
In 1979 richtte ze een nieuwe band op, Joan Jett and the Blackhearts, met songwriter en producer Kenny Laguna. Ze had Laguna ontmoet tijdens opnames voor een film met The Runaways. Laguna suggereerde dat Jett beter een solocarrière kon ambiëren maar Jett vond dat ze beter tot haar recht kwam in een band. Bandleden werden gezocht via een advertentie in de lokale krant LA Weekly, waarin expliciet gevraagd werd om mannelijke kandidaten. Na haar ervaringen in een groep met alleen vrouwen, wou Jett nu een gemengde groep.
De originele bezetting van de band bestond, naast Jett op zang en gitaar en Laguna als tekstschrijver en producer, uit gitarist Eric Ambel, bassist Gary Ryan en drummer Danny O'Brian. In deze bezetting speelde de band een aantal concerten in Zuid-Californië, Nederland en Engeland. Na deze tour werd O'Brien uit de band gezet en vervangen door Lee Crystal. In die bezetting bleef de band tot 1987 actief. Om meer geld te verdienen en zo de kosten van de band te dragen, gaf Laguna Jetts debuutalbum Joan Jett opnieuw uit op het nieuw opgerichte label Blackheart Records.
Het eerste studioalbum dat de band opnam was I Love Rock 'N' Roll in 1981. Op dit album stonden een eigen nummers en een aantal covers. De titeltrack van het album, een cover van The Arrows, werd een wereldhit. Het behaalde de eerste plek in de hitlijsten van Australië, Canada, Nederland, Nieuw-Zeeland, de Verenigde Staten en Zweden en scoorde ook in veel andere Europese landen goed. Ook de tweede single van het album, Crimson and Clover, een cover van Tommy James and the Shondells, werd in een aantal Europese en Amerikaanse landen een top 10-hit.
De daaropvolgende albums, Album (1983), Glorious Results of a Misspent Youth (1984) en Good Music (1986) leverde ook succesvolle singles op, al werd het succes van het debuutalbum niet geëvenaard. Hierna kwam er een bezettingswisseling in de band: Kasim Sulton werd de nieuwe bassist en Thommy Price de nieuwe drummer. In deze bezetting kwam de groep in 1988 met het album Up Your Ally met onder meer de hitsingle I Hate Myself for Loving You.
Hierna volgden nog een aantal albums en wijzigingen in de bezetting, met name qua bassist, maar echt succes wist de band niet meer te halen. Dit ondanks dat de nieuwe albums door de muziekpers positief ontvangen werden. In 1990 bracht Jett ook een tweede soloalbum, The Hit List, uit en hierna bleef zij zo nu en dan muziek maken buiten de band om.

## Discografie

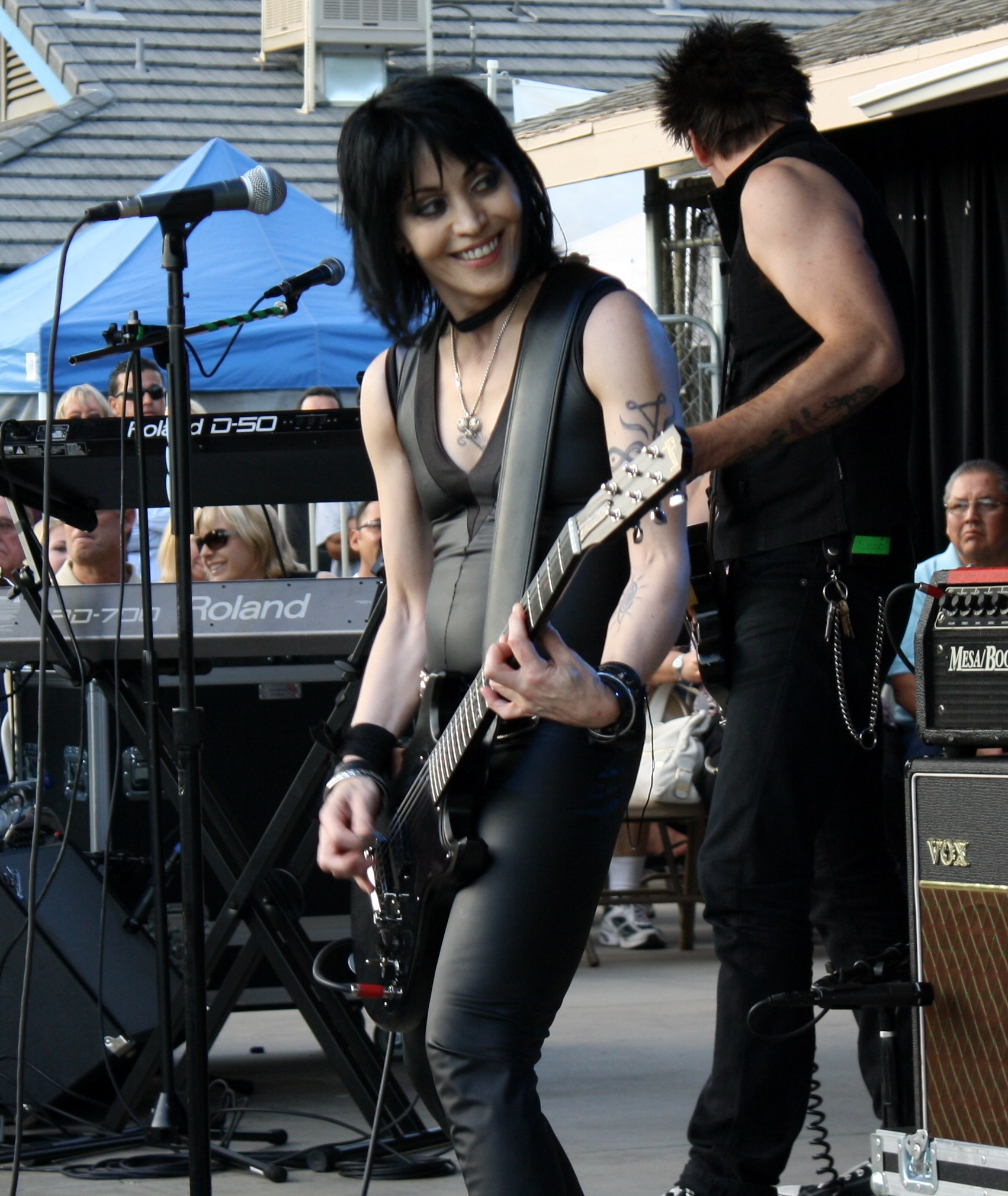
Joan Jett and the Blackhearts (2010)

### Albums
- I Love Rock 'N' Roll (1981)
- Album (1983)
- Glorious Results of a Misspent Youth (1984)
- Good Music (1986)
- Up Your Alley (1988)
- Notorious (1991)
- Pure and Simple (1994)
- Naked (2004)
- Sinner (2006)
- Unvarnished (2013)
- Changeup (2022)
- Mindsets (EP; 2023)

### Singles
| Single met eventuele hitnotering(en) in de Nederlandse Top 40 | Datum van verschijnen | Datum van binnenkomst | Hoogste positie | Aantal weken | Opmerkingen                 |
| ------------------------------------------------------------- | --------------------- | --------------------- | --------------- | ------------ | --------------------------- |
| I Love Rock 'N Roll                                           | 1982                  | 10-04-1982            | 1(1wk)          | 9            | Nr. 1 in de Single Top 100  |
| Crimson and Clover                                            | 1982                  | 17-07-1982            | 27              | 4            | Nr. 25 in de Single Top 100 |
| I Hate Myself For Loving You                                  | 1988                  | 05-11-1988            | 24              | 4            | Nr. 28 in de Single Top 100 |

| Single met hitnotering(en) in de Vlaamse Ultratop 50 | Datum van verschijnen | Datum van binnenkomst | Hoogste positie | Aantal weken | Opmerkingen                 |
| ---------------------------------------------------- | --------------------- | --------------------- | --------------- | ------------ | --------------------------- |
| I Love Rock 'N Roll                                  | 1982                  | -                     |                 |              | Nr. 2 in de Radio 2 Top 30  |
| Crimson and Clover                                   | 1982                  | -                     |                 |              | Nr. 14 in de Radio 2 Top 30 |

### NPO Radio 2 Top 2000
| Nummer met noteringen in de NPO Radio 2 Top 2000 | '99  | '00  | '01  | '02  | '03  | '04  | '05-'11 | '12  | '13  | '14  |
| ------------------------------------------------ | ---- | ---- | ---- | ---- | ---- | ---- | ------- | ---- | ---- | ---- |
| I Love Rock 'n Roll                              | 1523 | 1607 | 1129 | 1730 | 1675 | 1731 | -       | 1709 | 1961 | 1993 |

1. ↑  Een '-' betekent dat het nummer niet was genoteerd en een vetgedrukt getal geeft de hoogste notering aan.
2. ↑  Deze tabel is bijgewerkt tot en met de laatste editie (2024).